# 刀野真一
刀野真一（たちの しんいち、1984年3月3日 - ）は日本のプロサッカーコーチ。神奈川県出身。

## 来歴
大森工業高等学校（現：大森学園高等学校）では、ゴール前のハンターとして活躍、卒業後は日本文理大学（大分県）に進み、その後は社会人になりプロコーチとして、Jリーグ下部組織やなでしこリーグ、川崎市のサッカー活動に携わる。
2015年シーズンよりJ3グルージャ盛岡のトップチームアシスタントコーチ兼アカデミーコーチに就任。2016シーズンより
元日本代表の堀池巧のもと順天堂大学蹴球部のヘッドコーチに就任。
2020年より、千葉県成田市にて幼児向けサッカースクール、アビキッズスポーツスクールを開校、代表を務める。

## 指導歴
- 東京ヴェルディ1969
- 湘南ベルマーレ
- ASエルフェン狭山
- 東京都サッカー協会
- NPOエンジョイSC川崎
- グルージャ盛岡
- 順天堂大学蹴球部
- 慶應義塾大学ソッカー部